# Пам'ятник воїнам першого бастіону (Севастополь)
Пам'ятник воїнам першого бастіону — пам'ятник в Севастополі в Нахімовському районі присвячений воїнам першого бастіону, що захищали місто в часи першої оборони міста. Споруджений у 1905 році в сквері в кінці нинішньої 1-ї Бастіонної вулиці.
Пам'ятник являє собою штучну скелю з необроблених діоритових брил в центрі басейну. Висота пам'ятника — 2,5 м. Початковий проект монумента розроблений Ф. Н. Еранцевим, потім його дещо змінили. Пам'ятник постраждав в роки радянсько-німецької війни, реставрований в 1958 році.